# Bruce Hick
Bruce Hick est un rameur d'aviron australien né le 20 août 1963 à Rockhampton (Queensland).

## Biographie
Bruce Hick participe aux Jeux olympiques d'été de 1996 à Atlanta à l'épreuve de deux de couple poids légers et remporte la médaille de bronze en compagnie de Anthony Edwards.

### Palmarès

#### Aviron aux Jeux olympiques
- 1996 à Atlanta,  États-Unis
  -  Médaille de bronze en deux de couple poids légers

#### Championnats du monde d'aviron
- 1990 en Tasmanie,  Australie
  -  Médaille de bronze en deux de couple poids légers
- 1991 à Vienne,  Autriche
  -  Médaille d'or en quatre de couple
- 1992 à Montréal,  Canada
  -  Médaille d'or en deux de couple poids légers
- 1993 à Račice,  Tchécoslovaquie
  -  Médaille d'or en deux de couple poids légers
- 1994 à Indianapolis,  États-Unis
  -  Médaille d'argent en quatre sans barreur poids légers
- 1995 à Tampere,  Finlande
  -  Médaille de bronze en deux de couple poids légers
- 1999 à Saint Catharines,  Canada
  -  Médaille d'argent en deux de couple poids légers